# Paratemnoides perpusillus
Paratemnoides perpusillus är en spindeldjursart som först beskrevs av Beier 1935.  Paratemnoides perpusillus ingår i släktet Paratemnoides och familjen Atemnidae. Inga underarter finns listade i Catalogue of Life.